# Aeroportul Smith Reynolds
Aeroportul Smith Reynolds (IATA: INT, ICAO: KINT, FAA LID: INT) este un aeroport din Carolina de Nord, Statele Unite ale Americii. Aeroportul a fost tranzitat în 2019 de 1.222 de pasageri.
Situat la o altitudine de 295 m, aeroportul dispune de 2 piste.

## Infrastructură

### Piste
Aeroportul dispune de 2 piste. Pista 04/22 are suprafața de asfalt și dimensiunile 3.938 picioare × 150 picioare. Pista 15/33 are suprafața de asfalt și dimensiunile 6.655 picioare × 150 picioare. 